# ISO 3166-2:MY
ISO 3166-2:MY is een ISO-standaard met betrekking tot de zogenaamde geocodes. Het is een subset van de ISO 3166-2 tabel, die specifiek betrekking heeft op Maleisië.
De gegevens werden op 5 september 2003 door het ISO 3166 Maintenance Agency aangepast bij middel van een nieuwsbrief. 
Er worden 3 federale territoriums - federal territory (en) / territoire fédéral (fr) / wilayah persekutuan (ms) – en 13 staten - state (en) / État (fr) / negeri (ms) - gedefinieerd.
Volgens de eerste set, ISO 3166-1, staat MY voor Maleisië, het tweede gedeelte is een tweecijferig nummer (met voorloopnullen).

## Codes
| Code  | Naam                             | Categorie            |
| ----- | -------------------------------- | -------------------- |
| MY-01 | Johor                            | staat                |
| MY-02 | Kedah                            | staat                |
| MY-03 | Kelantan                         | staat                |
| MY-04 | Melaka                           | staat                |
| MY-05 | Negeri Sembilan                  | staat                |
| MY-06 | Pahang                           | staat                |
| MY-08 | Perak                            | staat                |
| MY-09 | Perlis                           | staat                |
| MY-07 | Pulau Pinang                     | staat                |
| MY-12 | Sabah                            | staat                |
| MY-13 | Sarawak                          | staat                |
| MY-10 | Selangor                         | staat                |
| MY-11 | Terengganu                       | staat                |
| MY-14 | Wilayah Persekutuan Kuala Lumpur | federaal territorium |
| MY-15 | Wilayah Persekutuan Labuan       | federaal territorium |
| MY-16 | Wilayah Persekutuan Putrajaya    | federaal territorium |